# Península Camber

Mapa de las islas Malvinas, con topónimos en idioma español (pulsar en la imagen para agrandarla).

La península Camber se encuentra ubicada en el centro-este de la isla Soledad, al sur de la caleta Serpiente y al norte de la rada de Puerto Argentino, siendo su extremo oriental la punta de la Armada.
Esta península se halla en el archipiélago de las islas Malvinas, que según la Organización de las Naciones Unidas (ONU), están en litigio de soberanía entre el Reino Unido, quien la administra como parte del territorio británico de ultramar de las Malvinas, y la Argentina, quien reclama su devolución, y la integra en el departamento Islas del Atlántico Sur de la provincia de Tierra del Fuego, Antártida e Islas del Atlántico Sur.

## Historia
Por esta península circuló el pintoresco Ferrocarril Camber. Además la Marina Real británica desarrolló diversas facilidades logísticas en esta península. Cuenta con un muelle del lado sur y dos tanques importantes de combustibles por la profundidad de sus aguas. En su costa sur corre un camino que llega a Puerto Argentino.
La razón de las instalaciones militares en la península fue que esta ocupa un sector importante en la estructura defensiva de Puerto Argentino, pues dicha lengua de tierra cubría todo el frente norte de la localidad, desde la punta Armada hasta la zona del arroyo Moody, estando separada de la península del Aeropuerto por un estrecho.El Ejército Británico durante la Segunda Guerra Mundial guarneció la zona y la Armada Británica había desarrollado facilidades logísticas en el sector sur de la península. Entre su infraestructura se encuentra: una dársena de 130 metros por 70 metros, un muelle de piedra (excepto el sector norte donde gran parte del mismo es de madera), un pequeño muelle de combustible de hormigón de 60 metros de longitud en el lado oeste (espigón). Además, existen dos tanques importantes de combustibles de 2.150.000 litros cada uno, una casa principal de piedra y ladrillo en dos plantas, un galpón, un establo y otros locales. Por último, sobre su costa sur corre un camino que nace en Puerto Argentino.

En esta península se desarrollaron varias acciones bélicas durante la guerra de las Malvinas en 1982.

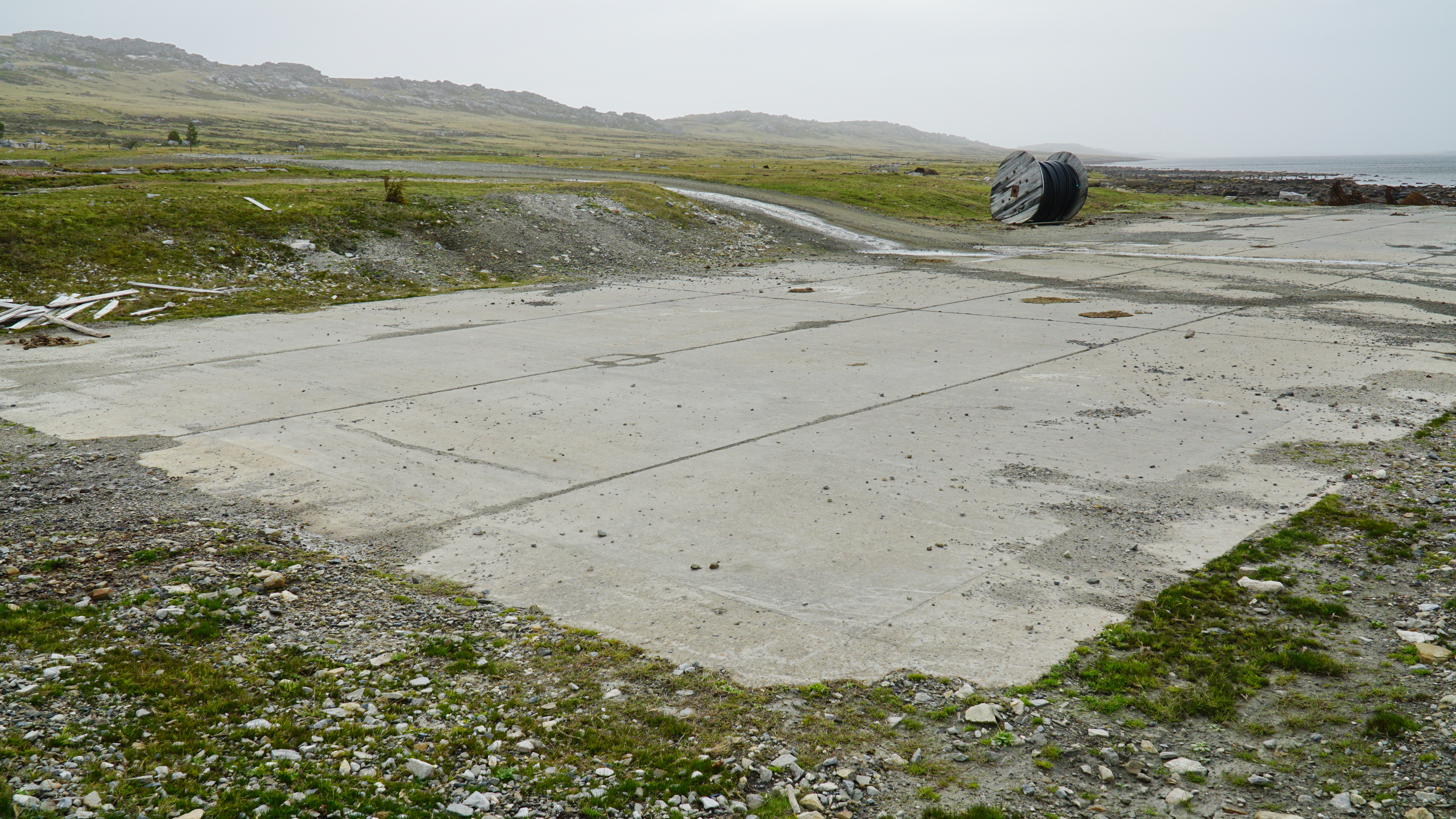
El largo total de la península desde las ruinas de los cuarteles de Moody Brook.
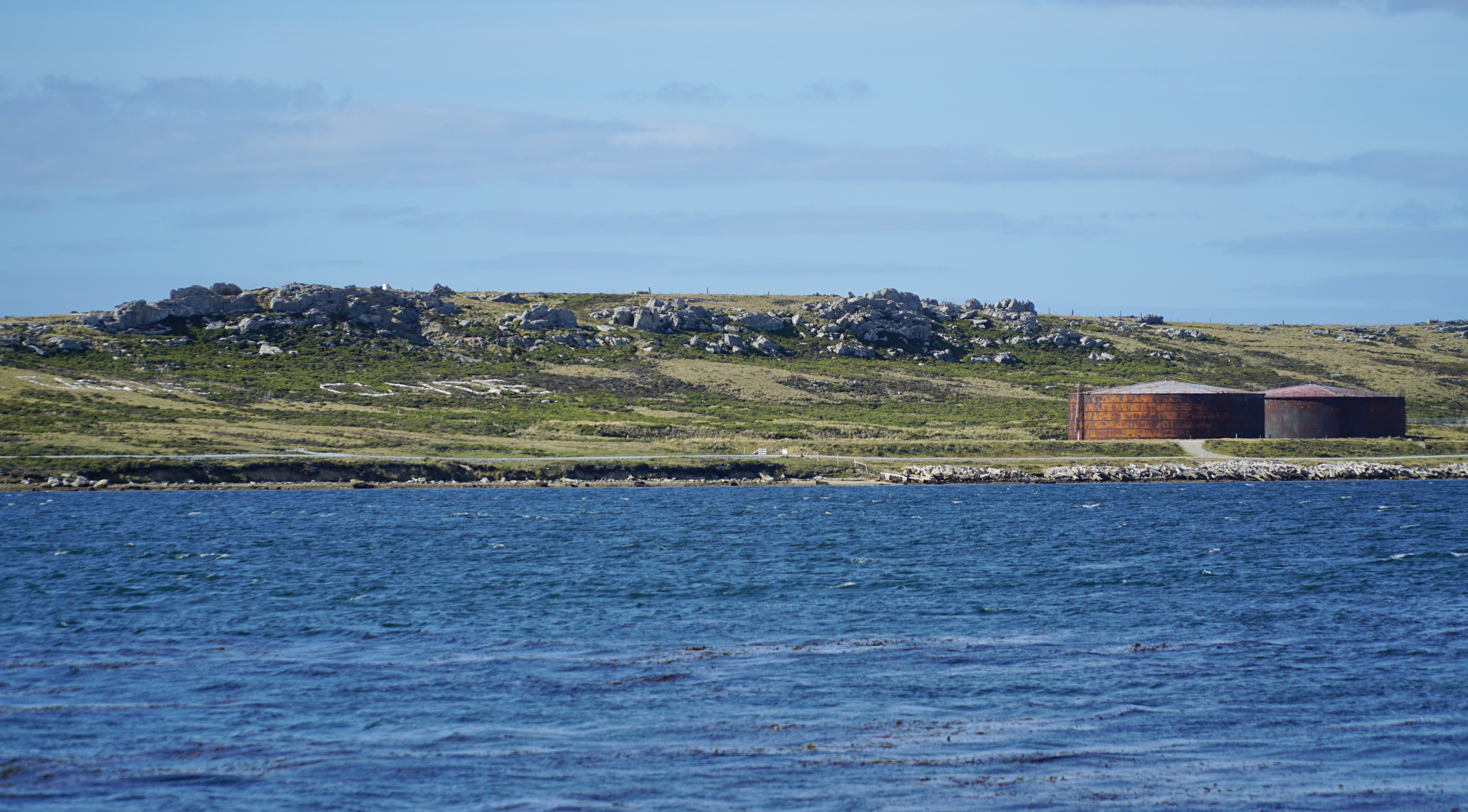
La península con sus instalaciones históricas.